# Église Sainte-Marie-Madeleine de Beli Potok
Pour les articles homonymes, voir Église Sainte-Madeleine.
L'église Sainte-Marie-Madeleine de Beli Potok (en serbe cyrillique : Црква Свете Марије Магдалене у Белом Потоку ; en serbe latin : Crkva Svete Marije Magdalene u Belom Potoku) est une église orthodoxe située à Beli Potok, en Serbie, sur le territoire de la Ville de Belgrade et dans la municipalité de Voždovac. Elle a été construite en 1883.